# Frederick H. Gillett

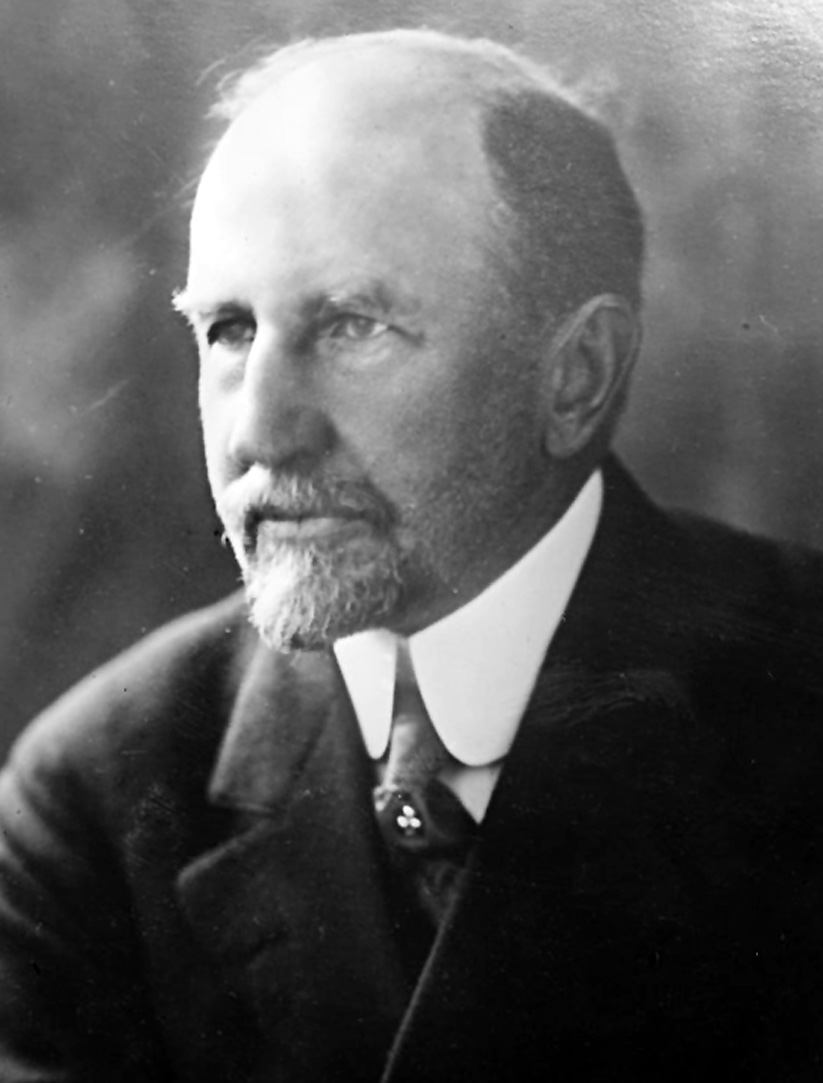
Frederick H. Gillett

Frederick Huntington Gillett  (geboren am 16. Oktober 1851 in Westfield, Hampden County, Massachusetts; gestorben am 31. Juli 1935 in Springfield, Massachusetts) war ein US-amerikanischer Politiker (Republikanische Partei), der den Bundesstaat Massachusetts in beiden Kammern des Kongresses vertrat.

## Leben
Gillett war der Sohn von Edward Bates Gillett and Lucy Douglas Gillett (geb. Fowler). 1915 heiratete er Christine Hoar (geb. Rice, 1872–1960,) die Witwe seines ehemaligen Kollegen Rockwood Hoar.
Er studierte am Amherst College und der Harvard Law School Jura. Seine Tätigkeit als Anwalt begann Gillett in Springfield im Jahre 1877. Von 1879 bis 1882 war er Assistant Attorney General von Massachusetts.

## Politische Laufbahn
Für zwei Amtszeiten war Gillett Mitglied des Repräsentantenhauses von Massachusetts, ehe er in den 53. Kongress der Vereinigten Staaten gewählt wurde. Er saß von 1893 bis 1925 im Repräsentantenhaus der Vereinigten Staaten. Als Speaker war er von 1919 bis 1925 Vorsitzender dieser Parlamentskammer.
Im Dezember 1923 benötigte der 68. Kongress neun Wahlgänge, um sich auf die Wiederwahl Gillets als Speaker zu einigen. Dies blieb bis zur Auseinandersetzung um die Wahl Kevin McCarthys beinahe hundert Jahre später im Januar 2023 das letzte Mal, dass ein Speaker des US-Repräsentantenhauses nicht im ersten Wahlgang gefunden wurde. Hintergrund 1923 war, dass die Faktion der Progressiven innerhalb der Republikanischen Partei Gillett ihre Stimmen erst gab, als die Parteiführung prozedurale Reformen innerhalb des Kongresses zusagte.
Von 1925 bis 1931 vertrat Gillett als Senator den Bundesstaat Massachusetts im US-Kongress.